# Sinonipponaphis hispida
Sinonipponaphis hispida är en insektsart. Sinonipponaphis hispida ingår i släktet Sinonipponaphis och familjen långrörsbladlöss. Inga underarter finns listade i Catalogue of Life.